# Gillian Alexy
Gillian Alexy (Perth, 13 marzo 1986) è un'attrice australiana.

## Carriera
È nota per aver interpretato Tayler Geddes nella sit-com australiana Le sorelle McLeod.
Dal 2016 al 2017 è inoltre fra i protagonisti della serie Outsiders.

## Filmografia

### Televisione
- The Gift - serie TV, 26 episodi (1997)
- Fast Tracks - serie TV, 28 episodi (1998-1999)
- La sorelle McLeod (McLeod's Daughters) - serie TV, 55 episodi (2006-2009)
- Law & Order - Unità vittime speciali (Law & Order: Special Victims Unit) - serie TV, episodio 13x04 (2011)
- Blue Bloods - serie TV, episodio 2x04 (2011)
- Unforgettable - serie TV, episodio 1x08 (2011)
- Damages - serie TV, 10 episodi (2012)
- The Americans - serie TV, 4 episodi (2013-2015)
- NCIS: Los Angeles - serie TV, 2 episodi (2013)
- Castle - serie TV, episodio 5x12 (2013)
- Royal Pains - serie TV, 5 episodi (2014-2015)
- NCIS: New Orleans - serie TV, 3 episodi (2015)
- Aquarius - serie TV, episodio 1x08 (2015)
- Outsiders - serie TV, 26 episodi (2016-2017)
- Dirty John - serie TV, episodio 1x03 (2018)
- The Blacklist - serie TV, episodio 7x11 (2020)

## Doppiatrici italiane
Nelle versioni in italiano delle opere in cui ha recitato, Gillian Alexy è stata doppiata da:
- Debora Magnaghi in Le sorelle McLeod (st. 6-7, ep. 8x01-05)
- Angela Ricciardi in Le sorelle McLeod (ep. 8x06-22)
- Emanuela Damasio in Law & Order - Unità vittime speciali
- Domitilla D'Amico in Damages
- Valentina Mari in The Americans (ep. 1x02)
- Francesca Manicone in The Americans (ep. 2x10, 3x01-02)
- Alessia Amendola in Castle
- Chiara Gioncardi in NCIS: Los Angeles
- Elena Perino in NCIS: New Orleans
- Federica De Bortoli in Aquarius
- Sara Ferranti in Dirty John